# Южно-Подольское сельское поселение
Южно-Подольское се́льское поселе́ние — муниципальное образование в Черлакском районе Омской области Российской Федерации.
Административный центр — село Южно-Подольск.

## История
Статус и границы сельского поселения установлены Законом Омской области от 30 июля 2004 года № 548-ОЗ «О границах и статусе муниципальных образований Омской области»

## Население
| 2010  | 2011  | 2012  | 2013  | 2014  | 2015  | 2016  |
| ----- | ----- | ----- | ----- | ----- | ----- | ----- |
| 1766  | ↘1759 | ↘1737 | ↘1705 | ↘1684 | ↘1653 | ↘1648 |
| 2017  | 2018  | 2019  | 2020  | 2021  | 2023  |       |
| ↘1623 | ↘1602 | ↘1551 | ↗1562 | ↘1274 | ↘1233 |       |

Гендерный состав
По данным Всероссийской переписи населения 2010 года в гендерной структуре населения из 1766 человек мужчин — 821, женщин — 945 (46,5 и 53,5 % соответственно).

### Национальный состав
Согласно результатам переписи 2002 года, при общей численности населения в 2319 чел. в национальной структуре населения русские составляли большинство в 5 населённых пунктах Южно-Подольского сельского округа, вторые по численности — немцы (особенно в деревнях Золотухино и Макаркино) .

## Состав сельского поселения
| № | Населённый пункт | Тип населённого пункта       | Население |
| - | ---------------- | ---------------------------- | --------- |
| 1 | Васьковка        | деревня                      | 97        |
| 2 | Золотухино       | деревня                      | 312       |
| 3 | Кирьяновка       | деревня                      | 29        |
| 4 | Макаркино        | деревня                      | 320       |
| 5 | Южно-Подольск    | село, административный центр | 1008      |